# Tom Youngs
Tom Youngs (Bury St Edmunds, Inglaterra; 31 de agosto de 1979 - ibidem; 4 de mayo de 2025) fue un futbolista inglés que jugó en la posición de delantero.

## Equipos
| Periodo   | Club                |
| --------- | ------------------- |
| 1997–2003 | Cambridge United FC |
| 2003–2005 | Northampton Town FC |
| 2005      | Leyton Orient FC    |
| 2005–2007 | Bury FC             |
| 2007      | Stafford Rangers FC |
| 2007      | Cambridge City FC   |
| 2007–2008 | Mildenhall Town FC  |
| 2009      | Norwich United FC   |

## Vida personal y muerte
En 2015 Youngs fue diagnosticado con esclerosis múltiple. En 2016 publicó su autobiografía.
Tom estaba casado con Chelle Youngs y tuvo dos hijas, Orla y Hannah. Murió a causa de la enfermedad el 4 de mayo de 2025 en el St Nicholas Hospice en West Suffolk Hospital en Bury St Edmunds a los 45 años.